# Friedrich Maximilian Klinger
Friedrich Maximilian von Klinger (17. únor 1752, Frankfurt nad Mohanem – 25. únorajul./ 9. března 1831greg.; Dorpat, Ruské impérium – dnes Tartu, Estonsko) byl německý dramatik doby preromantismu. Patří do skupiny "géniů" Sturm und Drang, napsal mnoho her, ale již se nehrají, protože nejsou aktuální.

## Dílo
- Sturm und Drang – "Bouře a vzdor" tato divadelní hra dala název preromantickému literárnímu stejnojmennému hnutí.
- Damokles
- Faust (Faust's Leben, Thaten und Höllenfahrt) – román, který byl Josephu Carl Bernardovi jednou z předloh při tvorbě libreta opery Faust. Toto libreto zhudebnil Louis Spohr (první verze 1816, druhá verze 1852).